# 鈴木禄彌
鈴木 禄禰（祿彌、禄彌、禄弥）（すずき ろくや、1923年（大正12年）4月4日 - 2006年（平成18年）12月22日）は、日本の法学者。
専門は民法。学位は法学博士（東京大学、1961年）（学位論文「居住権論」）。東北大学名誉教授。東海大学客員名誉教授。

## 生涯
1998年（平成10年）より日本学士院会員。1967年（昭和42年）松永賞。
1986年（昭和61年）紫綬褒章。栄典は正四位・勲二等旭日重光章。
妻は法学者で東北学院大学名誉教授の鈴木ハツヨ。我妻栄門下。弟子に生熊長幸、山野目章夫など。

### 経歴
- 1940年（昭和15年） - 東京府立第一中学校4年修了
- 1942年（昭和17年） - 第一高等学校文科乙類卒業
- 1942年（昭和17年） - 東京帝国大学法学部政治学科入学
- 1943年（昭和18年） - 東京帝国大学法学部法律学科転科、同年学徒出陣
- 1945年（昭和20年） - 復学
- 1947年（昭和22年） - 東京大学法学部法律学科卒業、同年法学部特別研究生
- 1949年（昭和24年） - 大阪市立大学法文学部専任講師
- 1950年（昭和25年） - 大阪市立大学法学部助教授
- 1960年（昭和35年） - 東北大学法学部教授
- 1980年（昭和55年） - 東北大学法学部長
- 1987年（昭和62年） - 東北大学名誉教授
- 1987年（昭和62年）- 東海大学法学部教授（1996年（平成8年）まで）
- 1993年（平成5年） - 勲二等旭日重光章受章[1]
- 1996年（平成8年） - 東海大学客員名誉教授
- 死後、正四位に叙された。

## 人物
- 民法、特に財産法を専門に研究したが、財産法のみならず、家族法分野、金融法、ドイツ語文献の翻訳に至るまで、多大な足跡を残した。我妻栄が構築した通説の問題点をあぶり出した。
- 物権法、特に不動産関連法の研究。
- 東大法学部特別研究生時代の指導教員はドイツ法研究者の山田晟。当時、我妻栄は新憲法制定に付随した民法などの改正のため公務で極めて多忙であり、また既に加藤一郎が我妻の研究室に入っていたため、助教授であった来栖三郎に相談したところ、山田晟の指導を受けることになった[2]。
- 特別研究生後期の選抜に落選し(このときの後期の合格者は福田歓一、小嶋和司、京極純一、渡辺洋三、落選者は小田滋、早川武夫、神島二郎)、山田の紹介で大阪市立大学に就職した[3]。
- 大阪市立大学で谷口知平に出会い、学説上も研究者としての生活上も特に大きな影響を受ける[4]。

## 学説
- 所有権の変動時期について、段階的物権変動説を採用
  - 段階的物権変動説とは、かねてより大きな争いがあった物権（特に所有権）の移転時期について、法理論上特定の時期に決める必要はなく、取引慣習や当事者の意思により決めればよいため、結果として物権は段階的に移転することとなる、とする理論である。例えば、売買の場合、売買契約書を交わした時点で契約から発生した買主の権利義務により所有権の一部が買主に移転したと考えることもできるし、登記以外の公示によって外部には所有権の移転がさらに進み、登記によって所有権の移転が完璧にあった、というようなことである。問題が生じた場合にその段階に応じて権利者を決めればよいのであって、物権の移転時期を画一的にある一点に特定することは意味がないとするのである。発想としては我妻説に近く、それをさらに徹底したものである。
  - 同説は実際上の取引慣習や実務を法律構成しようとするものであった。現実の売買契約においては、所有権の移転時期が契約書の約款に明記されているのが通常である。万一それが明記されていなかったなどの理由で所有権の移転時期そのものが争点となっても、最終的には、当該契約の解釈（事実認定）によって決められることになり、所有権の移転時期に関する法理論が争われることはほとんどない。鈴木はこの実際を正面から受け止め理論を構成しようとしたのである。それまでの学説が所有権の移転時期をどの一点にするかという議論を行っていたことと比して考えると、コペルニクス的転回である。
  - 同説は提唱当時、学界において好意的に受け止められ有力となったが、石田喜久夫を中心とする一部の学者から強硬な反論が上がり、一時期激しい論争が繰り広げられた（鈴木・石田論争）。現在では、多数の学説は理論的・一義的に所有権の移転時期を決定する必要があると主張しており、大きな支持は得ていない。なお、近年内田貴が同説の分析哲学的な所有権概念の分解を再評価し、この説を支持している[5]。

- 譲渡担保では、目的物の売買により買主に所有権が移転し、現実の引渡し（178条）によって買主は対抗要件を具備するが、所有権留保特約によって、売主（留保所有者）が未払い代金債権の担保としての留保所有権の設定を受け（設定者留保権）、占有改定による引渡しを受けることによって対抗要件を具備するものと構成する。

- 請求権競合に関しては、契約がある特定人間では、契約法が物権法を排除して適用されることを述べている。
- 法定解除の原状回復について、間接効力説と直接効果説の折衷説を採用している。この折衷説は、不当利得の類型論が提唱される前に採用されたものである。

## 著書
- 創文社より民法の全範囲にわたって体系書（『民法総則講義』、『物権法講義』、『債権法講義』、『親族法講義』、『相続法講義』）を出版している。
  - 同シリーズの特徴として、従来の体系書と異なった意欲的な構成となっている点が挙げられる。たとえば『債権法講義』では、一般的な債権法の体系書では末尾におかれる不法行為法の解説を第一章とし、契約法の解説は第二章以下で行うほか、いわゆる「債権総論」に該当する分野の解説がすべて契約各論の解説に吸収されている。 また、同シリーズはケース・メソッドを採用した体系書の先駆けであり、今でこそ内田貴『民法Ⅰ～Ⅳ』などで広く採用されている方式であるが、『物権法講義』の初版が登場した当時には極めて画期的であった。 以上のような学習者への配慮により、同シリーズは司法試験用のテキストとしてロングセラーとなった。
  - 『親族法講義』を改訂することを企図していたが、果たせずに死去することとなり、その結果、『物権法講義（5訂版）』（2007年11月）が遺作となった。

- 『居住権論 借家法序説』 (大阪市立大学法学叢書）有斐閣, 1959
- 『物権法講義』創文堂, 1964： 五訂版（創文社）　2007.12
- 『抵当制度の研究』一粒社, 1968
- 『相続法講義』有斐閣, 1968 創文社, 1986.1 創文社,： 改訂版　1996.8
- 『入門銀行取引法講座 第5　回収』金融財政事情研究会, 1969
- 『借地法』 (現代法律学全集）青林書院新社, 1971
- 『根抵当法の問題点』有斐閣双書 1973
- 『物権法の研究』 (民法論文集) 創文社, 1976
- 『債権法講義』創文社, 1980.4： 四訂版　2001.11
- 『借地・借家法の研究』(民法論文集) 創文社, 1984.10
- 『民法総則講義』創文社, 1984.12： 二訂版　2003.10
- 『親族法講義』創文社, 1988.4
- 『親族法・相続法の研究』(民法論文集) 創文社, 1989.3
- 『物的担保制度の分化』(民法論文集）創文社, 1992.6
- 『根抵当法概説 新版』新日本法規出版, 1993.4
- 『物権変動と対抗問題』(民法論文集) 創文社, 1997.9

その他、主に物権法分野における著書多数。根抵当権や借地法に関する浩瀚な体系書も著しているほか、ドイツ法に関する文献の翻訳も手がけている。

### 共編著
- 『借地の法律相談』 (法律相談シリーズ) 高島良一共編. 有斐閣, 1967
- 『注釈民法 17　組合・特殊の契約(荒川重勝等) 債権. 第8』加藤一郎共編 有斐閣, 1969
- 『概観ドイツ法』五十嵐清,村上淳一共編. 東京大学出版会, 1971
- 『不動産法』(民法新教科書）篠塚昭次共編. 有斐閣, 1973
- 『土地収用法50講 全条文つき』高原賢治共編 (有斐閣双書) 1973
- 『人事法』(民法新教科書）唄孝一共著. 有斐閣, 1975-80
- 『金融法』(民法新教科書）清水誠共編. 有斐閣, 1975
- 『動産売買法』(民法新教科書) 高木多喜男共編. 有斐閣, 1976
- 『銀行取引約定書・当座勘定規定 注釈』中馬義直、菅原菊志、前田庸共著 (有斐閣新書)  1979.9
- 『民法判例集』(有斐閣新書) 鈴木禄弥 [ほか]編著, 1980.2
- 『金融取引法大系』全6巻 竹内昭夫共編集. 有斐閣, 1983-84
- 『教材法学資料ハンドブック』林屋礼二共編. 第一法規出版, 1984.3
- 『銀行取引小六法 判例・約款付 1996年版』林良平、河本一郎、香川保一、徳田博美共編. 金融財政事情研究会, 1996.1
- 『金融実務六法 1999年版』河本一郎, 香川保一共監修, 関沢正彦 [ほか]編. 金融財政事情研究会, 1999.1
- 『競売の法と経済学』山本和彦,福井秀夫,久米良昭共編. 信山社出版, 2001.10

### 翻訳
- F.ヴィアッカー『近世私法史 特にドイツにおける発展を顧慮して』創文社, 1961
- D.シュヴァープ『ドイツ家族法』創文社, 1986.9

### 記念論文集
- 『民事法学の新展開 鈴木禄弥先生古稀記念』太田知行,荒川重勝編. 有斐閣, 1993.4

### 追悼論集
- 『民事法学への挑戦と新たな構築 : 鈴木禄弥先生追悼論集』太田知行,荒川重勝、生熊長幸編. 創文社, 2008.12

## 門下生
- 生熊長幸
- 山野目章夫